# Fjodor Sergejev
Fjodor Andrejevitj Sergejev (russisk: Фёдор Андре́евич Серге́ев, født 7. marts(jul.)/19. marts 1883(greg.), død 24. juli 1921), bedre kendt som Kammerat Artjom (russisk: товарищ Артём), var en russisk revolutionær født i landsbyen Glebovo i Kursk guvernement i Det Russiske Kejserrige.
Fjodor Andrejevitsj Sergejev var medlem af RSDAP (b) fra 1902 og nær ven af Sergej Kirov og Josef Stalin. Artjom blev formand for Sovnarkom (dansk: ~ Folkekommissærernes råd) i den kortlivede Donetsk–Krivoj Rog Sovjetrepublik i Donbass, der fra sin oprettelse tidligt i 1918 stod konfronteret med invasionshære fra Østrig-Ungarn og Kejerriget Tyskland, der støttede Kornilovs og Kaledins hvide kontrarevlutionære styrker.
I marts 1918 på anden al-ukrainske sovjetkongres i Jekaterinoslav, det nuværende Dnipro, blev Donetsk–Krivoj Rog Sovjetrepublik en del af Ukrainske Sovjetrepublik, der senere skiftede navn til Ukrainske SSR og Sergejev stod i spidsen for oprettelsen af  af den første Donetsk armé, en af lederne af kampen mod Kaledins og de østrigsk-tyske invasionshære og var medlem af al-ukrainske centrale revolutionære militærkomité, der ledte opstanden mod Kaledins diktatoriske styre i Ukraine.

## Død
Fjodor Sergejev døde i 1921 under test af en Aerovogn, et sovjetisk højhastighedstog med fly-motor og propel, og blev gravsat i Kremlmurens nekropolis.

## Eftermæle
Flere byer i det tidligere Sovjetunionen er opkaldt efter Artjom blandt andet Artjomovskij (russisk: Артёмовский) Sverdlovsk oblast, Artemivsk (ukrainsk: Артемівськ, nuværende Bakhmut) (Donetsk oblast) og Artemivsk (ukrainsk: Артемівськ, nuværende Kyputje) (Luhansk oblast), Artjom (russisk: Артëм) (Primorskij kraj) og Artjomovsk (russisk: Артёмовск) (Krasnojarsk kraj), foruden et stort antal gader i mange byer.
Den 15. maj 2015 underskrev Ukraines præsident Petro Porosjenko en lov om en seksmåneders periode til fjernelse af monumenter med tilknytning til Ukrainske SSR og omdøbning af byer bosættelser med et navn relaterer til Ukraines historie som en del af Sovjetunionen. Loven vil medføre at adskillige byer i Ukraine, der er opkaldt efter Artjom, må skifte navn, ligesom den sandsynligvis vil medføre øget hærværk mod statuer af Artjom.